# Justicia equestris
Justicia equestris är en akantusväxtart som beskrevs av Raymond Benoist. Justicia equestris ingår i släktet Justicia och familjen akantusväxter. Inga underarter finns listade i Catalogue of Life.